# Pietraserena
Pietraserena (in corso A Petra Serena) è un comune francese di 76 abitanti situato nel dipartimento dell'Alta Corsica nella regione della Corsica.
È originario di Pietraserena l'imprenditore Dominique Sialelli, che ha battezzato le sue birre Pietra e Serena in onore della cittadina.

## Monumenti e luoghi d'interesse
- Chiesa di San Rocco

## Società

### Evoluzione demografica
Abitanti censiti